# Haeffner Emil
Haeffner Emil Róbert Artúr (Budapest, 1892. december 5. – Budapest, 1953. március 29.) a két világháború közötti időszak kiemelkedő magyar egyiptológusa.

## Családja
Haeffner Roderik és Fischer Matild első gyermekeként született. Testvérei: Haeffner Jenő festőművész, Haeffner Tivadar csillagász és Haeffner Zoltán képzőművész.
1919. június 26-án Budapesten házasságot kötött Dobri Irén Idával. Házasságukból egy lánygyermek született.

## Fiatalkora
Középiskolai tanulmányait a Budapesti Ágostai Hitvallású Evangélikus Főgimnáziumban (ma Budapest-Fasori Evangélikus Gimnázium) végzete. Édesapja, Haeffner Roderik korai halála miatt a család anyagi körülményei nem tették lehetővé, hogy egyetemi tanulmányokat végezzen. Legidősebb gyermekként fiatalon munkát vállalt, s az 1940-es évek közepéig a Magyar Királyi Folyam- és Tengerhajózási Részvénytársaságnál dolgozott, mint hajópénztáros. Munkája mellett sajátította el a latin, a görög, a héber nyelvet, valamint a föníciai, az óegyiptomi (hieroglif és hieratikus) és az ókori mezopotámiai ékírásos nyelveket. Az egyiptomi szövegeket külföldi könyvtárakból meghozatott könyvekből ismerte meg, vagy külföldi útjain másolta ki, illetve vásárolta meg.
Hasonlóan legidősebb öccséhez, Jenőhöz, művészien festett, rajzolt és mintázott, kitűnően zongorázott és orgonált. Zeneszerzőként, költőként és műfordítóként is tevékenykedett, sőt – és ez valószínűleg Tivadar hatása – élénken érdeklődött a természettudományok iránt.

## Munkássága
Nyugdíjazása után kezdte rendszeresen tanulmányozni a Szépművészeti Múzeum egyiptomi gyűjteményének darabjait. A Múzeum alkalmazásában előbb teremőrként (1947-től), később az Antik Osztály munkatársaként dolgozott. Feladata az egyiptomi gyűjtemény anyagának rendszerezése, a leltárak pótlása volt. Szívbetegsége és romló látása ellenére gyakorlatilag a teljes munkát elvégezte, sőt a feliratos anyag feldolgozásában is jelentősen előrehaladt. Részt vett az egyiptomi kiállítás újrarendezésében (1949) és bekapcsolódott az egyetemi oktatásba is: a hieroglif írást és olvasást tanította.
Tudományos munkásságának legjelentősebb része a hazai egyiptomi nyelvemlékek megfejtése és értelmezése. Első tudományos munkái 1945-ben jelentek meg. Szakértelmét, felkészültségét jól mutatja egy 1842-ben készült rajz alapján helyreállított szövege, amellyel a később előkerült eredetire oly mértékben sikerült visszakövetkeztetnie, hogy annak hieroglif felirata megegyezik a rekonstrukciójával.

## Irodalomjegyzék

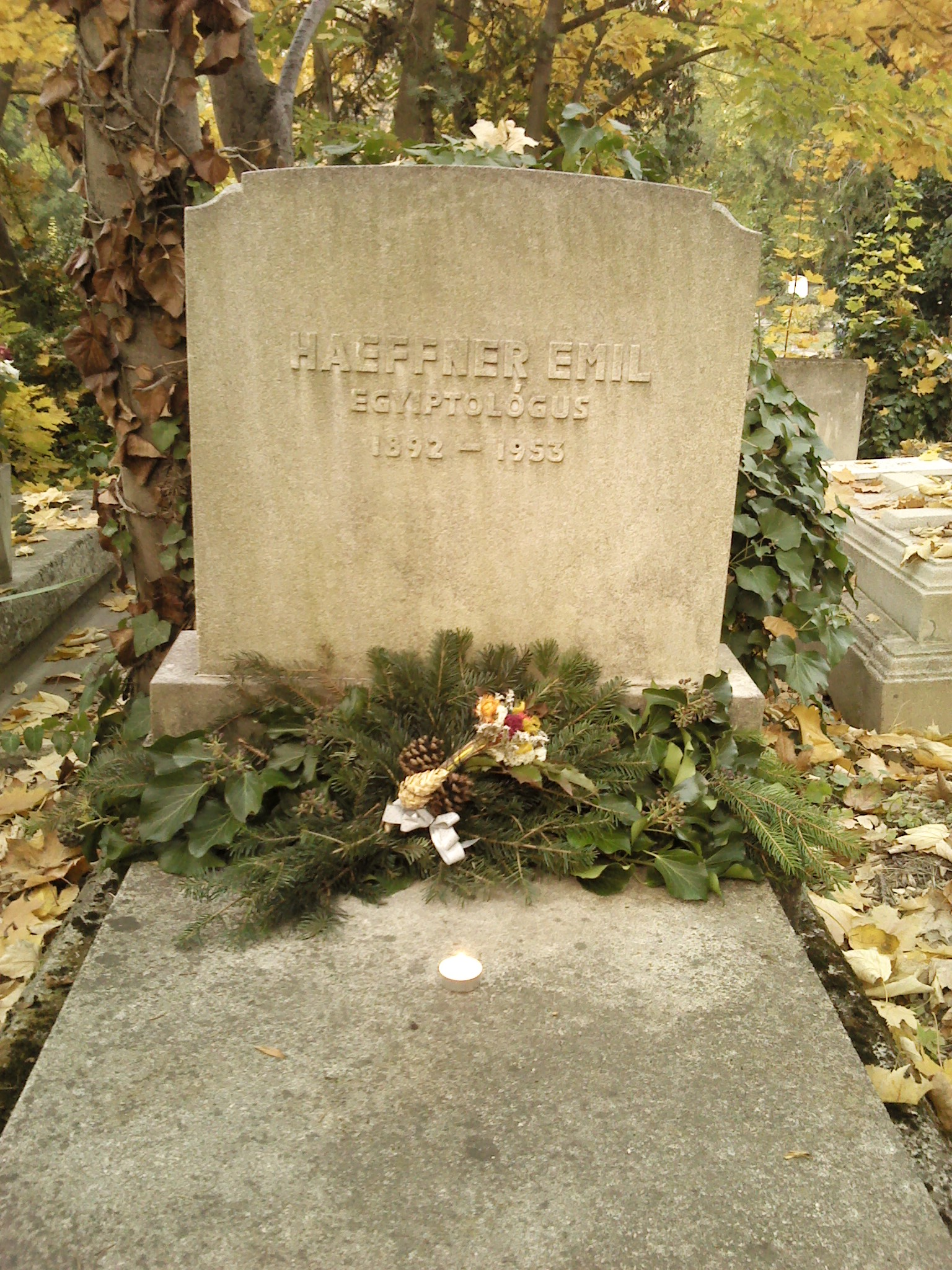
Haeffner Emil sírja a Farkasréti temetőben